# Fríða Áslaug Sigurðardóttir
Fríða Áslaug Sigurðardóttir (Hornstrandir, 11 de diciembre de 1940-Reikiavik, 7 de mayo de 2010) fue una cuentista y novelista islandesa.

## Carrera
Empezó su carrera literaria en 1980. Fue galardonada con el Premio de Literatura de Islandia en 1990 y el Premio de Literatura del Consejo Nórdico en 1992.